# Чжоу Ян
Чжоу Ян (кит.: 周洋, 9 червня 1991) — китайська ковзанярка, що спеціалізується в шорт-треку, дворазова олімпійська чемпіонка.
Дві золоті олімпійські медалі Чжоу Ян здобула у Ванкувері, на дистанції 1500 м та в естафеті на 3000 м в складі збірної Китаю.
На чемпіонаті світу 2008 року Чжоу Ян була другою в загальному заліку, поступившись лише Ван Мен. Вона також здобула золоту медаль у естафеті на 3000 м.
1. ↑  Olympedia — 2006.